# Битицьке городище
Битицьке городище — городище, розташоване на високому мисі річки Псел (ліва притока Дніпра) в околицях села Битиця Сумської області.

## Опис
Особливістю городища є потужні зміцнення, створені по всьому периметру поселення. Датоване VIII століттям . Крім землянок слов'янського типу зустрічаються юртооподібні житла, пов'язані з алано-болгарським населенням. За масштабом свого впливу Битицьке городище подібне до Києва.
Ряд знахідок дозволяють віднести дане городище до волинцівської культури, проте ряд дослідників роблять припущення, що мова йде про хозарську фортецю або навіть про «центр управління слов'янськими землями», де стояв військовий гарнізон хазарського намісника. Частково на користь такого припущення свідчать знахідки зброї: шаблі салтівського типу (палаші), обушки, булави, наконечники списів і стріл, бойові сокири. Ймовірно Битицьке городище було центром виробництва кругової кераміки Волинцівського типу.

## Історія
Битицьке городище припинило своє існування на початку IX століття, про що свідчать виявлені археологами сліди пожеж і скелети убитих людей. Імовірно це відбулося через внутрішню міжусобицю в Хозарському каганаті, що спалахнула після проголошення юдаїзму державною релігією.
За іншою версією Битицю зруйнували в першій третині IX століття ранні руси, які вторглися на Лівобережжя Дніпра. На користь цієї версії свідчать знайдені на Битицькому городищі наконечники стріл нібито " гньоздовського " типу і сокира з Щекавиці. Однак Гньоздовські кургани з'явилися на березі Дніпра тільки в першій чверті X століття. Дослідникти А. С. Щавелєв та А. А. Фетісов вказують на степове поволзьке або південноуральське походження наконечників. Їх типологія: група II, тип 44 за класифікацією А. В. Кирганова.

## Археологічні дослідження
На території площею 5,6 га розкопано 70 напівземлянок і наземних будівель, ще 108 напівземлянок зафіксовано електромагнітної розвідкою. Площа з прилеглою неукріпленою частиною — до 11 га.